# Vijfstreepmangoest
De vijfstreepmangoest (Galidictis fasciata) is een roofdier uit de familie van madagaskarcivetkatten (Eupleridae).
Het dier leeft in de regenwouden van Madagaskar, vooral op 440 m tot 1500 m hoogte. Hij wordt ongeveer 32 tot 34 cm lang met een staart van 28 tot 30 cm en weegt tussen de 500 en 800 gram. Hij heeft, zoals zijn naam al zegt, vijf donkerbruine tot zwarte strepen op zijn lichaam.